# Charles Stross

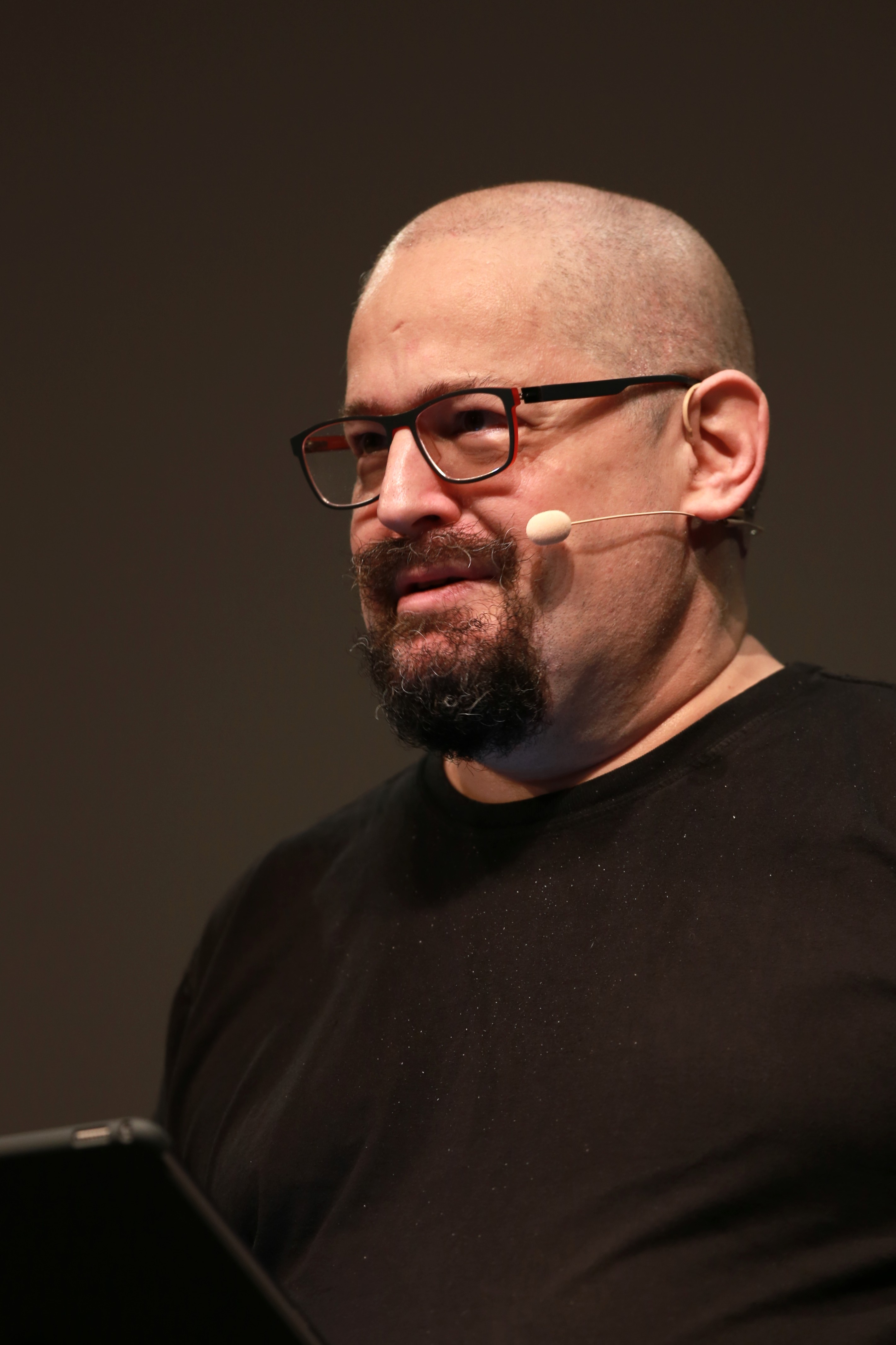
Charles Stross (2017)

Charles David George Stross (* 18. Oktober 1964 in Leeds) ist ein britischer Science-Fiction-, Horror- und Fantasy-Autor, der in Edinburgh lebt.

## Leben
Stross besuchte die Universität in London und arbeitete als Apotheker, ehe er diese Arbeit aufgab und in Bradford einen zweiten Abschluss in Informatik machte. Mehrere Jahre schrieb er, teilweise als freiberuflicher Journalist, zahlreiche Artikel über KDE, Perl und Linux im britischen Magazin Computer Shopper. Der Erfolg als Science-Fiction-Autor machte es ihm möglich, ab 2004 als freier Schriftsteller zu leben.

## Auszeichnungen
- 2005 Hugo Award für The Concrete Jungle als bester Kurzroman
- 2006 Locus Award für Accelerando als bester Science-Fiction-Roman des Jahres
- 2007 Sidewise Award für die Romane The Family Trade, The Hidden Family und The Clan Corporate aus dem Merchant-Princes-Zyklus
- 2007 Locus Award für Missile Gap als bester Kurzroman
- 2007 Prometheus Award für Glass House als bester Roman
- 2008 Skylark Award für das Lebenswerk
- 2009 Kurd-Laßwitz-Preis für Glashaus als bester ausländischer Roman
- 2010 Hugo Award für Palimpsest als bester Kurzroman
- 2013 Locus Award für The Apocalypse Codex als bester Fantasy-Roman
- 2014 Hugo Award für Equoid als bester Kurzroman

## Werke

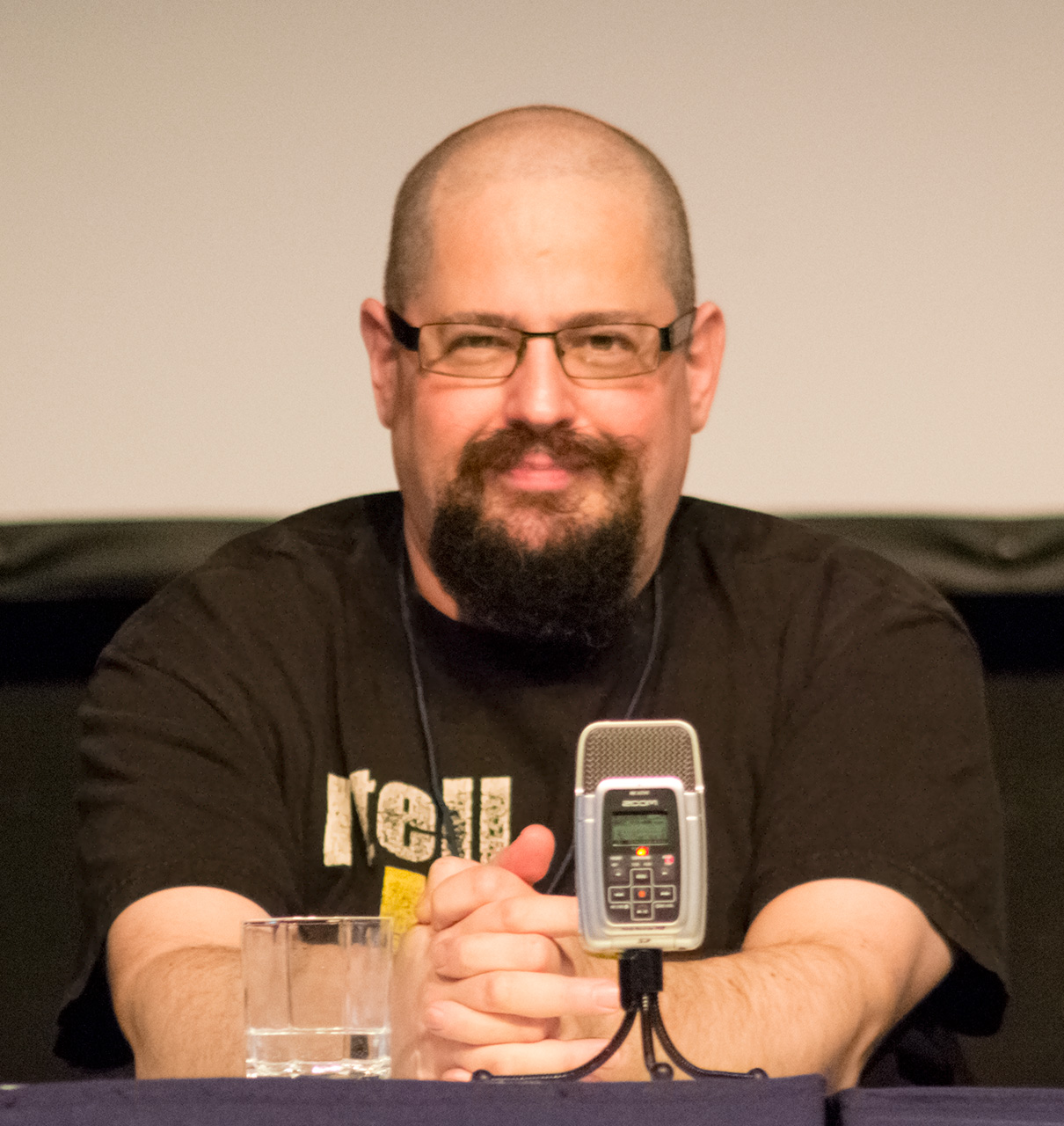
Charles Stross, März 2013, DortCon Dortmund

Die Auflistung der Werke orientiert sich am Datum der Erstveröffentlichung. Die Reihenfolge der Serien richtet sich nach dem ersten veröffentlichten Band der jeweiligen Serie. Die Angaben zur Internationalen Standardbuchnummer (ISBN) beziehen sich auf die erste Ausgabe des jeweiligen Werkes.

### Eschaton
In der Originalausgabe erschien die Serie unter dem Titel The Singularity Sky.
- Singularität. Heyne, 2005, ISBN 3-453-52016-5 (Originaltitel: Singularity Sky. 2003. Übersetzt von Usch Kiausch).

Der Roman spielt vierhundert Jahre in einer Zukunft, in der die Menschheit durch ein mysteriöses Wesen namens Eschaton über viele Welten verstreut wurde. Dieses Ereignis stellt eine technologische Singularität dar und begründet so den Titel des Romans. Eine der so entstandenen Zivilisationen – ein rückwärtsgewandter zentralistischer Staat im Stile des Englands des späten neunzehnten Jahrhunderts – erlebt einen Kulturschock, als eine fortgeschrittene Zivilisation namens das Festival Telefone auf einem ihrer Planeten abwirft, die im Austausch gegen Geschichten Wünsche erfüllen.
- Supernova. Heyne, 2005, ISBN 3-453-52052-1 (Originaltitel: Iron Sunrise. 2004. Übersetzt von Usch Kiausch).

### Die mysteriösen Fälle des Bob Howard
In der Originalausgabe erschien die Serie unter dem Titel Laundry.
- Charles Stross: Dämonentor. Die mysteriösen Fälle des Bob Howard. 1. Auflage. Band 1. Heyne, München 2007, ISBN 978-3-453-52313-5 (englisch: The Atrocity Archives. 2004. Übersetzt von Mechthild Barth).

Bob Howard, ein chaotischer Computer-Nerd, ist zwangsverpflichtetes Mitglied einer supergeheimen Behörde. Er kämpft an zwei Fronten – gegen Dämonen aus Parallel-Universen und gegen seine Vorgesetzten aus der englischen Ministerialbürokratie.
- The Jennifer morgue. 1. Auflage. Band 2. Golden Gryphon Press, Urbana, IL 2006, ISBN 1-930846-45-2.
- The Fuller Memorandum. Band 3, 2010, ISBN 978-1-84149-770-9.
- The Apocalypse Codex. Band 4, 2012, ISBN 978-1-937007-46-1.
- The Rhesus Chart. Band 5, 2014, ISBN 978-0-425-25686-2.
- The Annihilation Score. Band 6, 2015, ISBN 978-0-356-50531-2.
- The Nightmare Stacks. Band 7, 2016, ISBN 978-0-356-50534-3.
- The Delirium Brief. Band 8, 2017, ISBN 978-0-7653-9466-8.
- The Labyrinth Index. Band 9, 2018, ISBN 978-0-356-51108-5.

Zu der Serie gehören außerdem fünf Kurzgeschichten, welche teilweise in den neueren Ausgaben der Romane mit abgedruckt wurden.
- The Concrete Jungle. 2004
- Pimpf. 2006
- Down on the Farm. 2008
- Overtime. 2009
- Equoid. 2013

Die ersten beiden Romane sowie die ersten beiden Kurzgeschichten sind enthalten in On Her Majesty's Occult Service. 2006, ISBN 978-0-7394-8112-7.

### The Merchant Princes
- Band 1: The Family Trade. 2004, ISBN 0-7653-0929-7.
- Band 2: The Hidden Family. 2005, ISBN 0-7653-1347-2.
- Band 3: The Clan Corporate. 2006, ISBN 0-7653-0930-0
- Band 4: The Merchants' War. 2007, ISBN 978-0-7653-1671-4.
- Band 5: The Revolution Business. 2009, ISBN 978-0-7653-1672-1.
- Band 6: The Trade of Queens. 2010, ISBN 978-0-7653-1673-8.

### Halting State
- Du bist tot. Heyne, 2010, ISBN 978-3-453-52687-7 (englisch: Halting State. 2007. Übersetzt von Usch Kiausch).
- Rule 34. 2011, ISBN 978-0-441-02034-8 (in Anlehnung an das Internet-Rule 34)

### Die Kinder des Saturn
In Die Kinder des Saturn schildert Stross die Entwicklung einer Gesellschaft von Androiden nach dem Aussterben der Menschheit. In Neptune’s Brood schreibt er diese Geschichte in einer sehr fernen Zukunft fort.
- Die Kinder des Saturn. Heyne, 2009, ISBN 978-3-453-52578-8 (englisch: Saturn’s Children. 2008. Übersetzt von Usch Kiausch).
- Die Kurzgeschichte Bit Rot wurde 2010 veröffentlicht[6] (Jonathan Strahan (Hrsg.): Engineering Infinity. 2010, ISBN 978-1-907519-52-9).
- Neptune’s Brood. 2013, ISBN 978-0-425-25677-0.

### Einzelromane
- Accelerando. Heyne, 2006, ISBN 3-453-52195-1 (Originaltitel: Accelerando. 2005. Übersetzt von Ursula Kiausch).

In seinem Roman Accelerando (italienisch für „schneller werdend“, ein Begriff aus der Musik) greift Stross die Idee der beschleunigten Entwicklung hin zur technologischen Singularität erneut auf. Die Handlung beginnt im ersten Jahrzehnt des 21. Jahrhunderts. Ausgehend von aktuellen Entwicklungen, wie dem Internet und autonomen Software-Agenten sowie Fortschritten in der Gentechnik, beschreibt er eine nahe Zukunft, in der sich von Jahrzehnt zu Jahrzehnt der gesamte wissenschaftliche Fortschritt beschleunigt, bis gegen Ende des 21. Jahrhunderts praktisch alle Himmelskörper des Sonnensystems in denkende Materie umgewandelt wurden, das so genannte „Computronium“. Er spannt somit in einem einzigen Roman den Bogen von einer sehr realistischen Science-Fiction hin zu einer immer abstrakter werden kosmischen Zivilisation, die sich als Matroschka-Gehirn manifestiert.
Stross prägt in diesem Buch unter anderem den Begriff „Exocortex“ („externer Cortex“) für die technische Erweiterung des menschlichen Gehirns im Rahmen zunehmender Vernetzung mit mehr oder weniger autonomer Hardware und Software, anfangs als Cyberbrille und ähnliche am Körper getragene Artefakte über Implantate bis hin zu digitalen, im Cyberspace lebenden, Kopien ehemals lebender Menschen, die ein eigenes Bewusstsein entwickeln.
Stross verarbeitet in Accelerando auch Ideen der Open-Source-Kultur. So verschenkt der Protagonist Manfred Macx Ideen an Geschäftsleute, die damit reich werden. Als Gegenleistung erhält er keine Bezahlung, sondern Gefälligkeiten zur Bestreitung seines Lebensunterhalts (Hotelaufenthalte, Flugreisen usw.). Das Buch selbst wurde von Stross neben gedruckten und verkäuflichen Exemplaren auch unter einer Creative-Commons-Lizenz („by-nc-nd“) im Internet veröffentlicht, die die freie Vervielfältigung ohne Änderung des Inhalts erlaubt, sofern der Name des Autors genannt und die Kopie nicht kommerziell genutzt wird.
- Glashaus. 1. Auflage. Heyne, 2008, ISBN 978-3-453-52360-9 (Originaltitel: Glasshouse. New York 2006.).

Der Roman spielt in einer fernen Zukunft, in der Nano-Replikatoren beliebige Gegenstände herstellen und ein menschliches Bewusstsein in einen fast beliebig geformten Körper transferiert werden kann. Der Protagonist, ein ehemaliger Söldner, findet sich plötzlich im wohlgeformten Körper einer amerikanischen Hausfrau der fünfziger Jahre wieder, ohne Erinnerungen an seine Vergangenheit. Er wohnt mit anderen Versuchspersonen im Glashaus, dem Nachbau einer spießigen amerikanischen Kleinstadt auf einem Raumschiff im Nirgendwo. Nur langsam kommen seine Erinnerungen zurück und er beginnt einen Aufstand gegen die repressive Versuchsleitung zu planen.
- Missile Gap. 2006, ISBN 1-59606-058-1.
- Scratch Monkey. 2011, ISBN 978-1-886778-95-5.
- mit Cory Doctorow: The Rapture of the Nerds. 2012, ISBN 978-0-7653-2910-3.

### Erzählbände
- Toast. 2002, ISBN 1-58715-413-7.

Introduction: After the Future Imploded. 2002.
Antibodies. 2000.
Bear Trap. 2000.
Extracts from the Club Diary. 1998.
A Colder War. 2000.
Toast: A Con Report. 1998.
Ship of Fools. 1995
Dechlorinating the Moderator. 1996
Yellow Snow. 1990
Big Brother Iron. 2002
Lobsters. 2001
Afterword: Five Years After the Wire. 2002
- Wireless. 2009, ISBN 978-0-441-01719-5.

Introduction: Wireless. 2009.
Missile Gap. 2005.
Rogue Farm. 2003.
A Colder War. 2000.
MAXOS. 2009.
Down on the Farm. 2008.
mit Cory Doctorow: Unwirer. 2004.
Snowball’s Chance. 2005.
Trunk and Disorderly. 2007.
Palimpsest. 2009.

### Erzählungen
- The Boys. 1987.
- In the Dream Time. 1988.
- Generation Gap. 1989.
- Monastery Of Death. 1990.
- Yellow Snow. 1990.
- mit Simon Ings: Something Sweet. 1991.
- SEAQ and Destroy. 1991.
- Examination Night. 1992.
- Ancient of Days. 1992.
- mit Simon Ings: Tolkowsky’s Cut. 1993.
- Red, Hot and Dark. 1993.
- Ship of Fools. 1995.
- Dechlorinating the Moderator. 1996.
- A Boy and His God. 1997.
- Extracts from the Club Diary. 1998.
- Toast: A Con Report. 1998.
- Antibodies. 2000.
- A Colder War. 2000.
- Bear Trap. 2000.
- Lobsters. 2001.
- Troubadour. 2001.
- Tourist. 2002.
- Halo. 2002.
- Router. 2002.
- mit Cory Doctorow Jury Service. 2002.
- Big Brother Iron. 2002.
- Nightfall. 2003.
- Curator. 2003.
- mit Cory Doctorow Flowers from Alice. 2003.
- Rogue Farm. 2003.
- mit Cory Doctorow The Rapture of the Nerds: Jury Duty and Appeals Court. 2004.
- mit Cory Doctorow Unwirer. 2004.
- Elector. 2004.
- Survivor. 2004.
- Missile Gap. 2005.
- Snowball’s Chance. 2005.
- Minutes of the Labour Party Conference, 2016. 2006.
- Message in a Time Capsule. 2006.
- Trunk and Disorderly. 2007.
- MAXOS. 2009.
- Palimpsest. 2009.
- A Bird in the Hand. 2011.
- A Tall Tail. 2012.
- Life’s a Game. 2015.

### Sachbuch
- The Web Architect's Handbook. Addison-Wesley, Harlow, England / Reading, Mass 1996, ISBN 0-201-87735-X.

## Kritik
„Die Singularität wird weiterhin ein Thema in der Science Fiction bleiben – allerdings vermutlich etwas weniger überzeichnet. Singularität bringt die Space Opera mit neuen wissenschaftlichen Konzepten voran und ist zugleich eine Parodie auf eines ihrer beliebtesten Subgenres, die Military-SF. Schwächen in der nicht allzu ereignisreichen Handlung und im Stil – in dem ganzen Roman befindet sich kaum eine Metapher – setzt Stross die Akribie wissenschaftlicher Informationen und die Ausgestaltung des Settings entgegen. Der Autor versucht eine neue literarische Synthese in der SF, und man wird sehen, ob es ihm in weiteren Romanen besser gelingt, derart unterschiedliche Elemente auszubalancieren.“